# キャンペーン・ウィキア

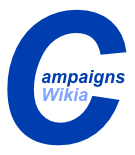
キャンペーン・ウィキアのロゴ

キャンペーン・ウィキア (Campaigns Wikia) は、ジミー・ウェールズが2006年7月に開設した政治議論サイトである。現在15の言語で展開されている。

## 特徴
ウィキペディアの創始者であるジミー・ウェールズによって、米国独立記念日である7月4日に開設された。
同サイトからリンクされている設立趣意書によると、様々な政治的目的を持つものが1か所に集まって議論することを目標にするとしている。
意見が一方に偏りがちな政治問題を扱うブログとは異なり、「中立的」であることを目指している。開設当初のトップページからは、テロ、デジタル著作権、同性愛者の結婚、公的医療保障などの問題がリストアップされている。
開設当初は英語の他、ドイツ語・フランス語・イタリア語・スペイン語・ポルトガル語で展開し、異なる言語間では同じ話題でもそれぞれ独立して管理される。使える言語が限られているため、当面はこれらの言語を母語とする欧米諸国を中心とした議論が展開される。
日本語版は英語版等より数か月遅れ、2006年9月に開設された。